# 岩淵水門

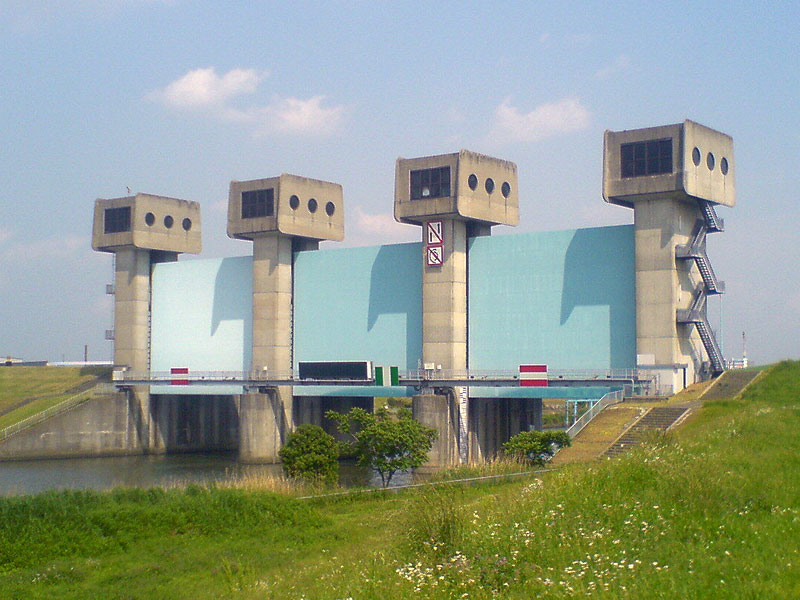
岩淵水門（青水門）

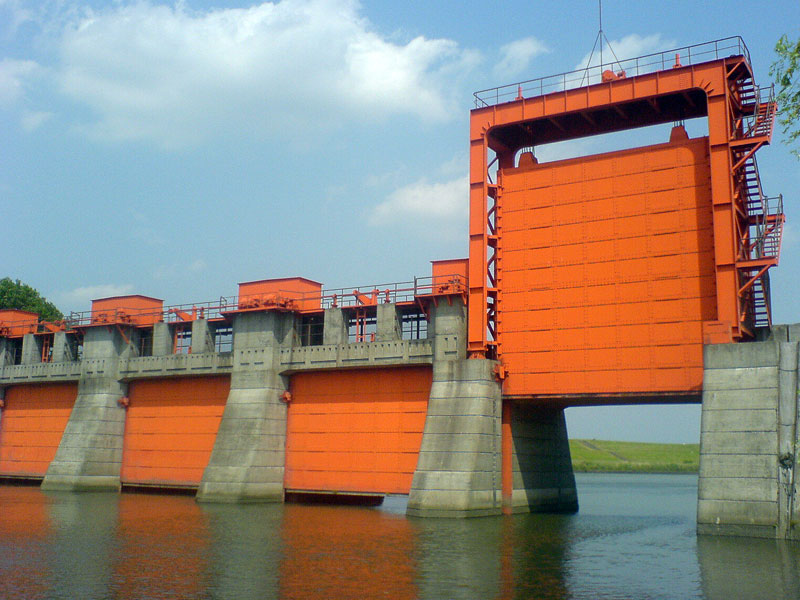
旧岩淵水門（赤水門）

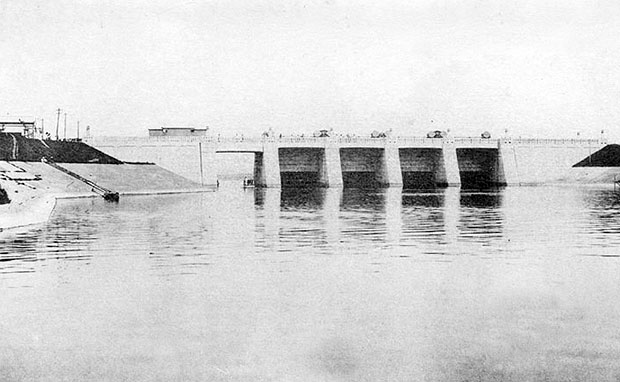
竣工当時の旧岩淵水門

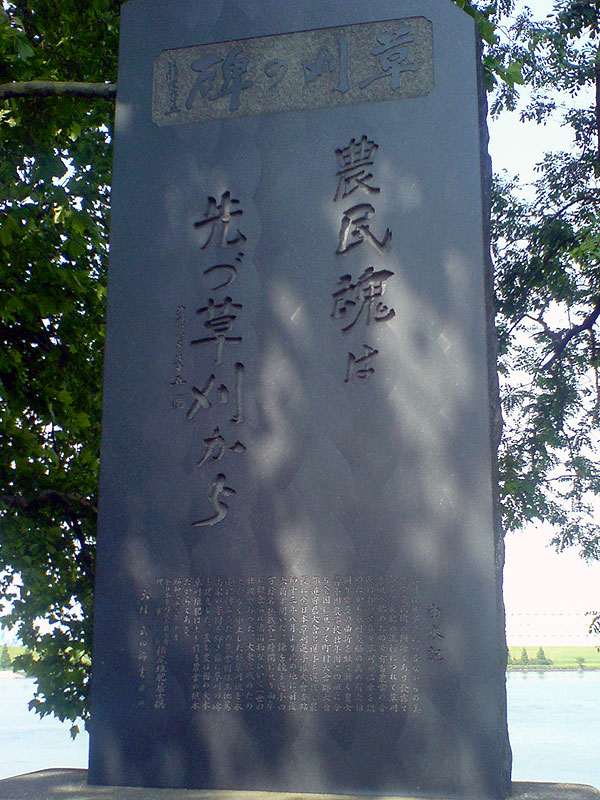
草刈の碑

岩淵水門（いわぶちすいもん）は、東京都北区志茂において現在の荒川と隅田川とを仕切る水門。旧水門は国の重要文化財に指定されている。
かつて「荒川放水路」と呼ばれた人工河川を現在は荒川と呼び、かつての荒川を「隅田川」と呼ぶが、この水門はこれらの分岐点にある。

## 概要
新旧2つの水門がある。旧水門の通称は赤水門、新水門の通称は青水門。赤水門は1924年（大正13年）に竣工し、すでに運用を終了した。青水門は1982年（昭和57年）竣工し、運用中である。
荒川上流からの流量が増えた場合岩淵水門を閉め切って、隅田川の洪水を防ぐために設けられている。平常時は水門を開け、荒川と隅田川・新河岸川とをつないでいる。
荒川の順流最強時を除くと、隅田川から荒川方向へ流れている。大まかに言えば、引き潮時には荒川から隅田川に、上げ潮時には隅田川から荒川に流れる。

## 旧水門
旧水門はその色から通称「赤水門」と呼ばれる。1916年（大正5年）に着工し、1924年（大正13年）10月に完成した当初の水門。RC造（一部S造）で、9メートル幅のゲート5門で構成されている。1960年（昭和35年）3月に通船のために5番ゲートが改造された。
完成以来、最大2メートル以上にもおよぶ地盤沈下や、左右岸の不等沈下が発生するなどの問題に悩まされ、新水門完成に伴ってその役割を終えることになったが、地元の人などから惜しまれ保存されることになった。のちに、土木建築物としての価値が高いと再評価され、1995年（平成7年）には産業考古学会によって推薦産業遺産に、1999年（平成11年）には東京都選定歴史的建造物に選定された。2024年（令和6年）8月15日には国の重要文化財に指定された。
水門上は歩行者自転車専用橋として開放され、川に囲まれた中之島（水門公園）に渡ることができる。

### 草刈の碑
水門公園には「草刈の碑」と呼ばれる大きな石碑がある。これは1938年（昭和13年）から1944年（昭和19年）にかけて付近の荒川土手で行われた「全日本草刈選手権大会」を記念して作られたもので、「農民魂は先づ草刈から」という碑文が記されている。

## 新水門
新水門はその色から通称「青水門」と呼ばれる。旧水門の老朽化、地盤沈下対策、また洪水調整能力の強化を考えて、300mほど下流に作られた。1974年（昭和49年）に着工し、1982年（昭和57年）に完成した。事業費は約70億円。200年に1回の大洪水にも耐え得るように作られている。RC造で、10m幅のゲート3門で構成されている。重さは1枚あたり214tで1500tの水圧に耐える。増水時には、水門を閉じ、荒川上流と隅田川の水流と途絶させる。通常の閉鎖にかかる時間は約45分だが、クランクハンドルによる手動の閉鎖では30日かかる計算になる。これでは大地震等で電源を喪失した場合に閉鎖できなくなってしまうため、自家発電装置や電源が無くても門扉を自重で降下させる装置の設置が行われている。

## ガンブッチ
国土交通省荒川下流河川事務所のマスコットキャラクターである「ガンブッチ」は「岩淵」を読み変えたもので、岩淵水門（青水門）をモデルとし、顔の両脇にその特徴的な水門の形をあしらっている。

## 楽曲
- 『かなしいずぼん』 - 日本のバンド、たまの楽曲で、曲中に赤水門が登場する。
- 『荒川土手』 - 真心ブラザーズの2ndアルバム『勝訴』（1990年11月21日）に収録。赤水門が登場する。
- 『土手』 - エレファントカシマシの楽曲。歌詞の中で直接的に水門の名称は登場しないが、岩淵水門付近の風景を題材にした楽曲。
- 『マント』  - aikoのアルバム『秋 そばにいるよ』の1曲目のPV撮影地に赤水門周辺が登場する。